# Stromboli
Stromboli – wyspa w archipelagu Wysp Liparyjskich (część Włoch) na Morzu Tyrreńskim, o powierzchni blisko 12,4 km². Na wyspie mieszka ok. 600 osób. Wyspę tworzy czynny wulkan o wysokości 926 m, wznoszący się z głębokości ok. 2300 m.

## Wulkan
Wulkan zbudowany jest z ryolitów, bazaltów i andezytów oraz ich tufów. Jest to typowy stratowulkan.
Wybuchy Stromboli często mają postać seryjną (co 10–12 min) i wyrzucają w powietrze lapille, bomby wulkaniczne i popioły. Ze stożka stale unosi się strużka dymu. Ostatni wybuch o znaczącej sile miał miejsce w 2019 roku. W 2003 osunięcie się do morza lawy ze ściany wulkanu (Sciara del Fuoco) spowodowało lokalne tsunami. Od tego czasu na wyspie działa system ostrzegania zarządzany przez obronę cywilną.

## Gospodarka
Żyzne wulkaniczne gleby na stokach Stromboli sprzyjają uprawie winnej latorośli. Wyspa jest miejscem ruchu turystycznego.

## W kulturze
Na wyspie toczy się część akcji powieści Jules’a Verne’a Podróż do wnętrza Ziemi.

## Galeria

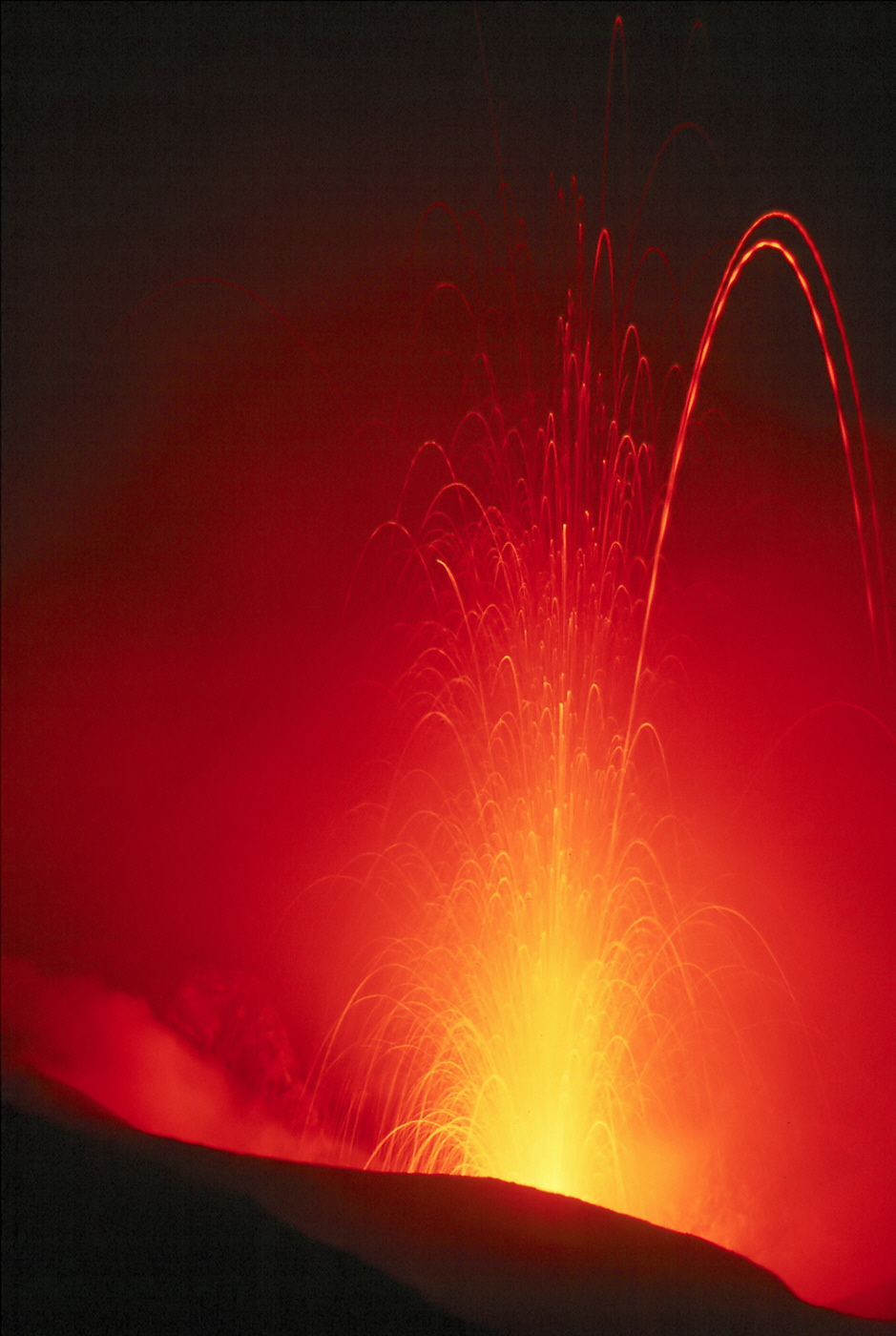
Erupcja
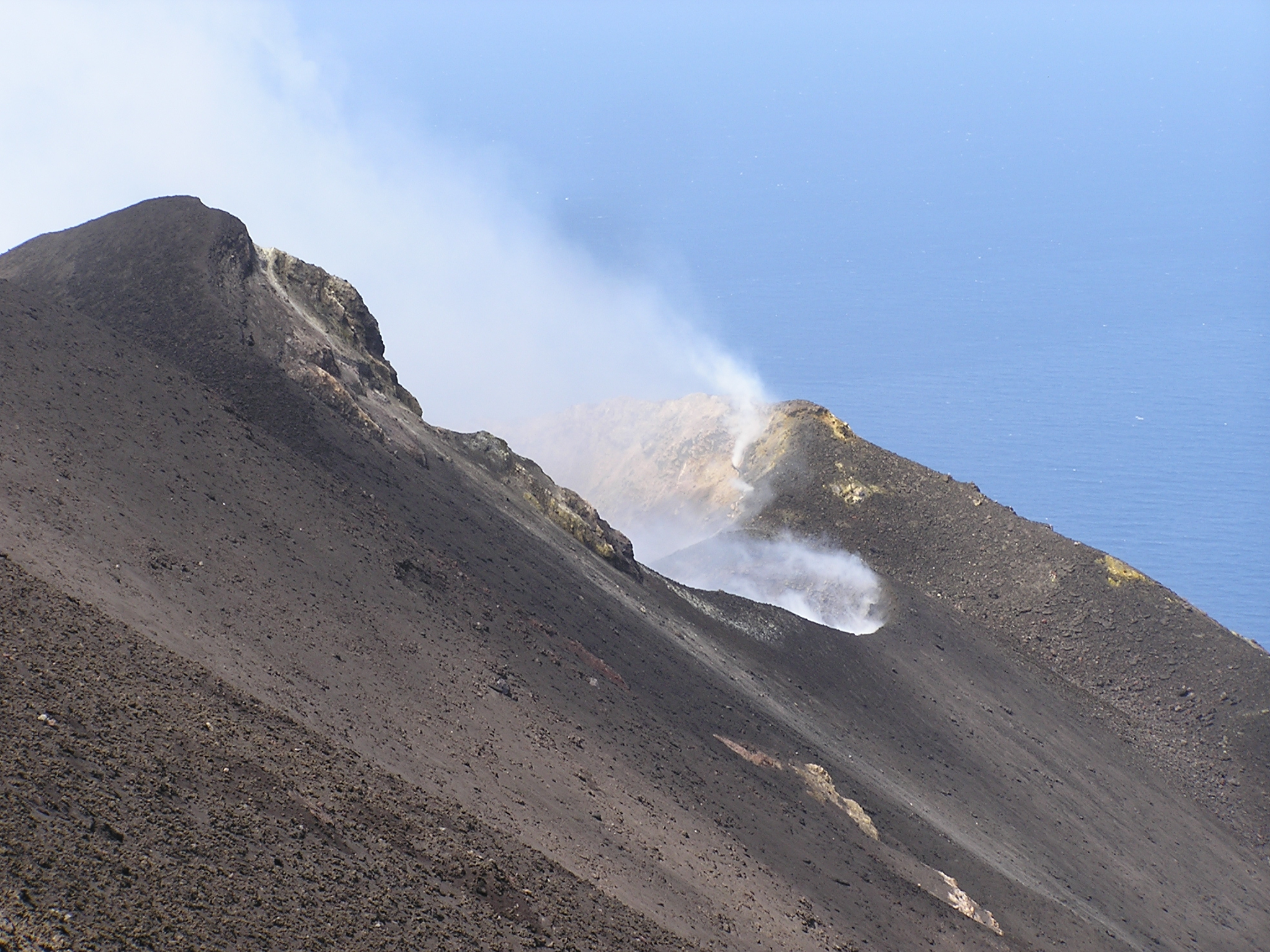
Krater
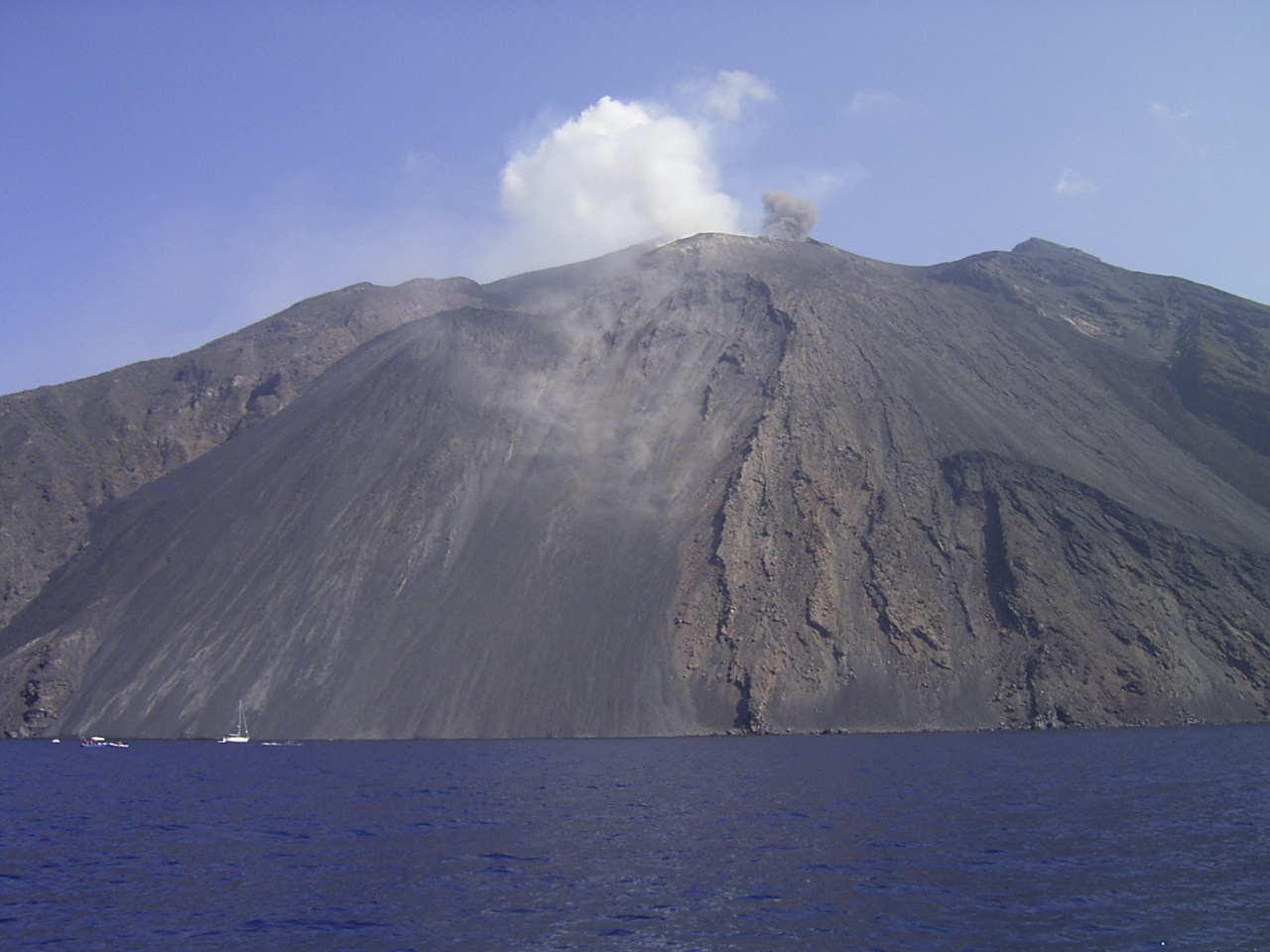
Sciara del Fuoco
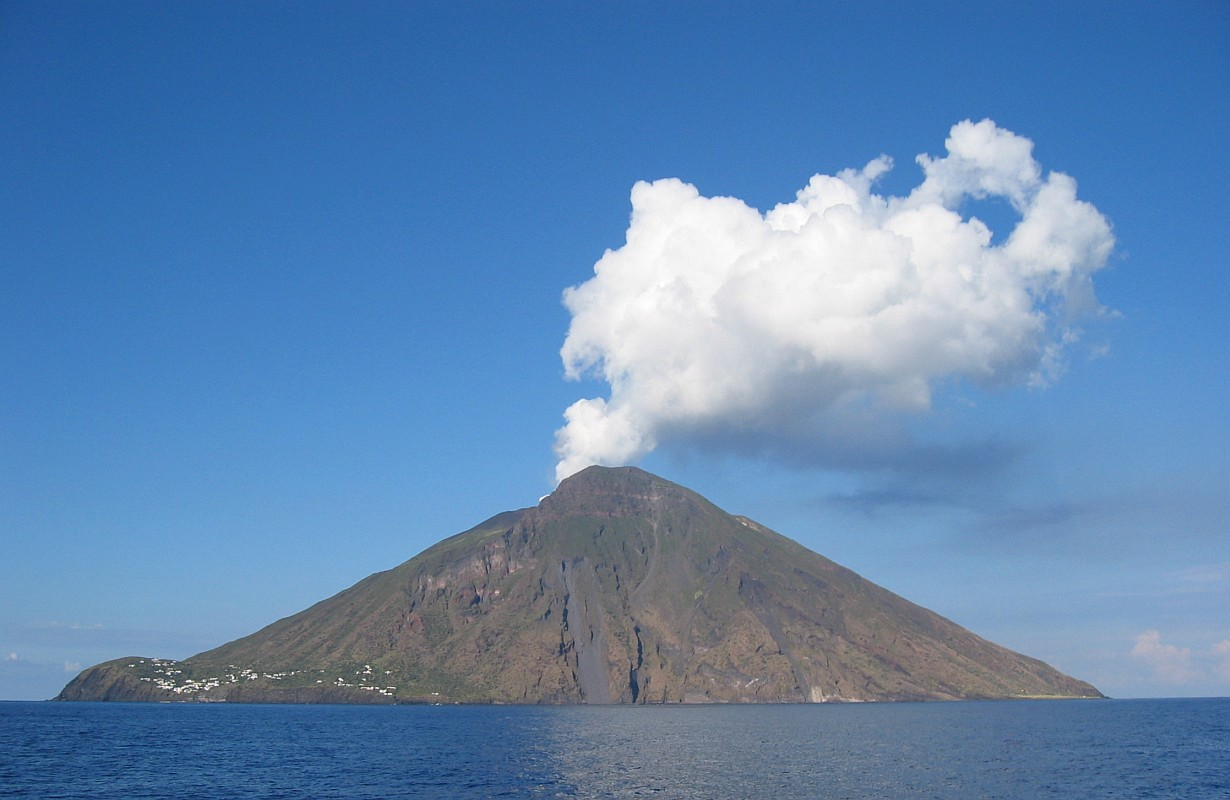
Wyspa Stromboli
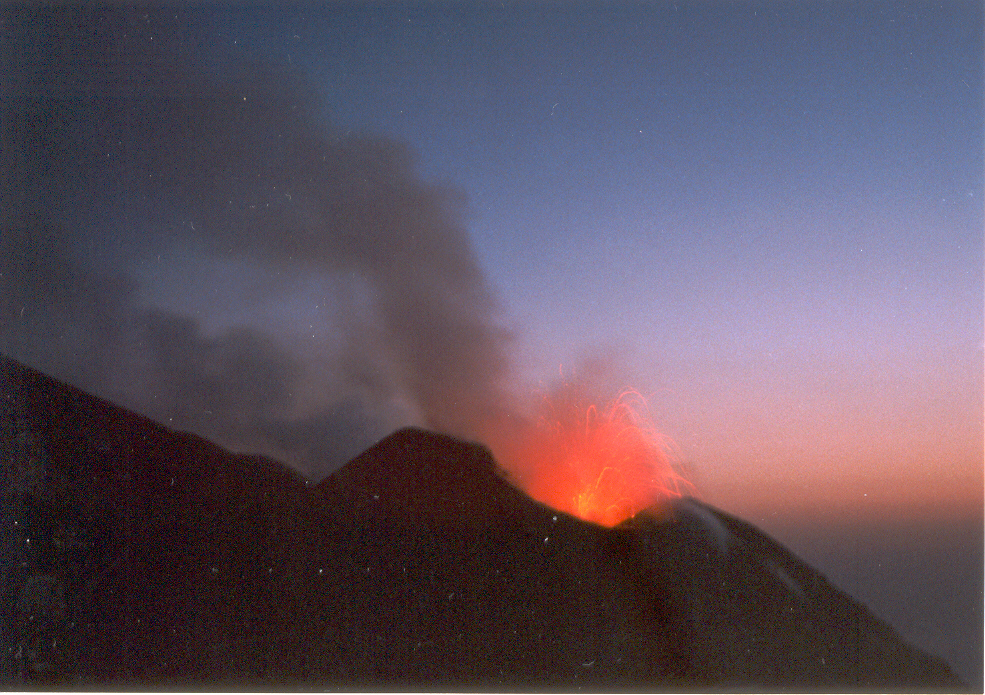
Jedna z erupcji z 1998 r.